# Naupliusöga

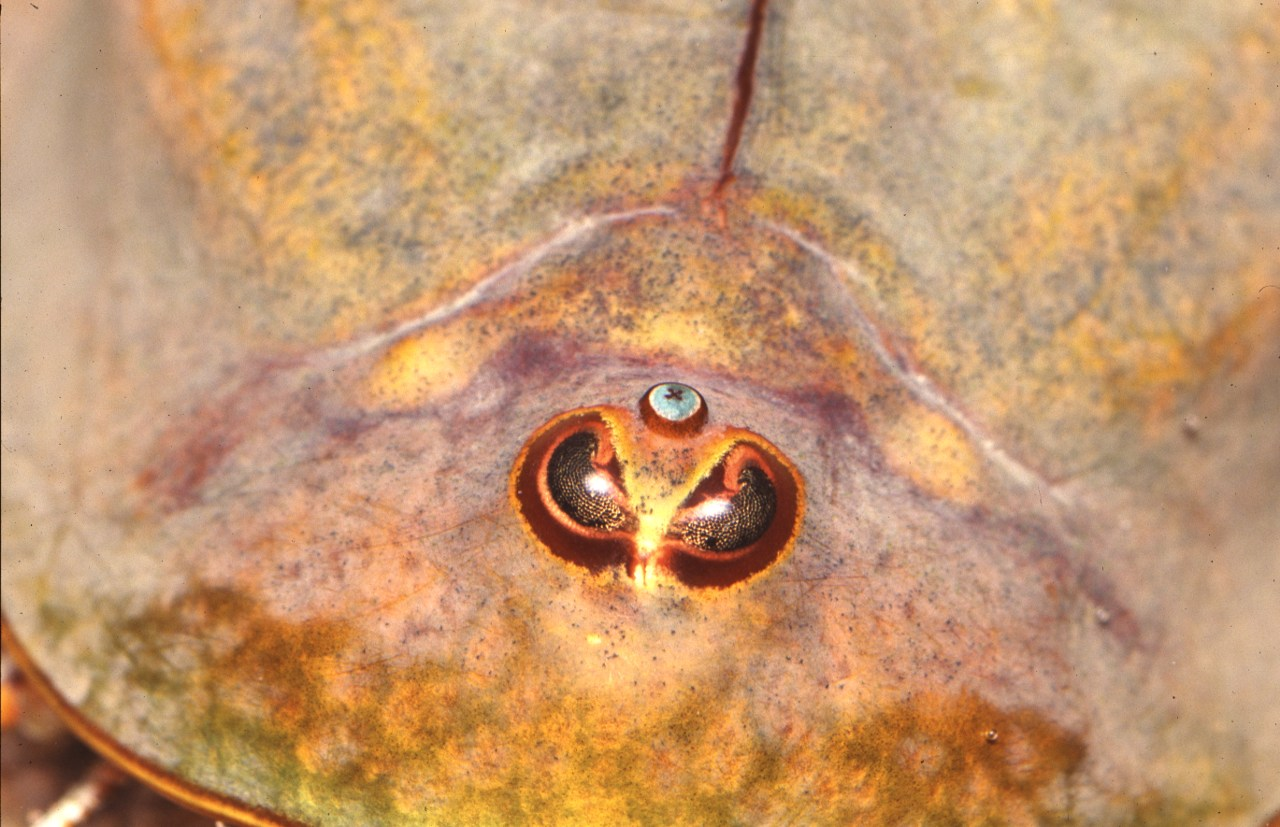
Ett porträtt av sköldbladfotingen Triops longicaudatus. Mellan de båda facettögonen syns naupliusögat.

Naupliusöga är ett primitivt öga som kräftdjur ofta bär i larvstadiet. Detta kan finnas kvar hos ursprungliga kräftdjur som bladfotingar, men finns också kvar rudimentärt under skölden hos till exempel vuxna räkor av familjen Palaemon. Tidiga larvstadier hos kräftdjur (s.k. nauplier) använder naupliusögat för att navigera mot ljuset vid vattenytan, och bladfotingarna använder fortfarande sitt naupliusöga på det viset, medan djurets båda facettögon huvudsakligen registrerar rörelser.
Vissa småkräftor har bara ett ensamt naupliusöga även i vuxen ålder, t.ex. hoppkräftor av släktet Cyklops.
De flesta kräftdjur tillbakabildar nauplisögat och utvecklar i stället fasettögon under senare larvstadier.